# Anne‐Marie Stenberg
Anne‐Marie Stenberg, född Nyström 20 december 1909 i Borgå, död 18 juli 1988 i Uppsala, var en finländsk författare av läroböcker om finsk syntax (satslära) och ordlära. Hon var filosofie licentiat och lärare vid läroverket Svenska normallyceum i Helsingfors.